# Onitis gilleti
Onitis gilleti là một loài bọ cánh cứng trong họ Bọ hung (Scarabaeidae).